# Paulo (cónsul 496)
Flavio paulo (en griego antiguo: Παῦλος; fl. 496) fue un político del imperio romano de oriente.

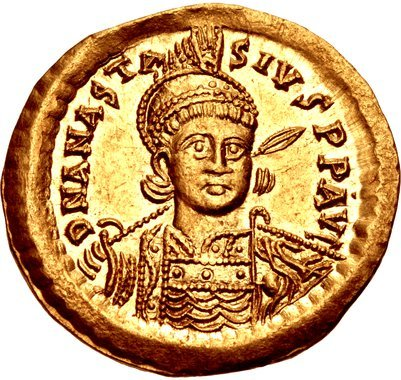
Sólido de Anastasio I, hermano de Paulo.

## Familia
Paulo era hermano del emperador Anastasio I. Su familia era iliria. Era tío de Hipacio y Pompeyo, dos usurpadores durante Justiniano I.

## Vida
En el año 496 fue nombrado cónsul sin colega. Se casó con Magna; y tuvieron dos hijos: un hijo, Probo, cónsul en 502, y una hija, Irene, que se casó con Olibrio, miembro de la dinastía teodosiana, y nieto del emperador Anicio Olibrio.